# NGC 4622
NGC 4622 је спирална галаксија у сазвежђу Кентаур која се налази на NGC листи објеката дубоког неба.
Деклинација објекта је - 40° 44' 38" а ректасцензија 12h 42m 37,6s. Привидна величина (магнитуда) објекта NGC 4622 износи 12,5 а фотографска магнитуда 13,4. NGC 4622 је још познат и под ознакама ESO 322-57, MCG -7-26-31, AM 1239-402, DCL 142, PGC 42701.